# Vilathurai
Vilathurai es una ciudad censal situada en el distrito de Kanyakumari en el estado de Tamil Nadu (India). Su población es de 19758 habitantes (2011). Se encuentra a 37 km de Thiruvananthapuram y a 84 km de Tirunelveli. 

## Demografía
Según el censo de 2011 la población de Vilathurai era de 19758 habitantes, de los cuales 9803 eran hombres y 9955 eran mujeres. Vilathurai tiene una tasa media de alfabetización del 90,90%, superior a la media estatal del 80,09%: la alfabetización masculina es del 94,10%, y la alfabetización femenina del 87,10%.